# Hugh Alessandroni
Hugh Vincenzo Alessandroni (ur. 15 stycznia 1908 w Nowym Jorku, zm. 31 marca 1989 w Little Silver) – amerykański florecista, brązowy medalista igrzysk olimpijskich.
Na igrzyskach olimpijskich w Los Angeles w 1932 roku reprezentacja USA w składzie: George Calnan, Richard Steere, Joseph Levis, Dernell Every, Hugh Alessandroni i Frank Righeimer zdobyła brąz we florecie drużynowym. Indywidualnie nie startował. Brał też udział w igrzyskach olimpijskich w Berlinie w 1936 roku, gdzie Amerykanie zajęli piąte miejsce we florecie drużynowym. W turnieju indywidualnym odpadł w drugiej rundzie.
Nie zdobył medalu mistrzostw świata. 